# Concert for Aliens
«Concert for Aliens» es una canción del músico estadounidense Machine Gun Kelly. Se lanzó como el segundo sencillo de su quinto álbum Tickets to My Downfall el 5 de agosto de 2020 por Interscope Records.

## Antecedentes
La canción debutó en vivo en el programa televisado a nivel nacional Good Morning America el 20 de julio de 2020, cuando Machine Gun Kelly (Colson Baker) y el baterista Travis Barker interpretaron la canción. Al día siguiente, Baker publicó el clip en las redes sociales y confirmó que la canción sería el segundo sencillo de su próximo quinto álbum de estudio, Tickets to My Downfall. Se lanzaron varios videos musicales de la canción. El 5 de agosto, se lanzó un video animado, con Baker y Barker tratando de escapar de los extraterrestres, lo que finalmente se convierte en un concierto para los extraterrestres. Un segundo video, dirigido por Mod Sun, se lanzó el 13 de agosto de 2020.  El video, hecho de imágenes de acción en vivo, alterna entre imágenes de Baker y Barker interpretando la canción frente a una multitud de extraterrestres. El video recibió 250,000 visitas solo en las primeras tres horas de disponibilidad.

## Composición
Las publicaciones generalmente describieron la canción como pop punk. A pesar del sonido alegre y el video humorístico de la canción, Baker notó que la canción estaba destinada a tener un mensaje serio, sirviendo como una metáfora del caos y los disturbios civiles presentes en el año 2020. Líricamente hace alusiones al fin del mundo.

## Apariciones
- Esta canción forma parte de la banda sonora del videojuego de WWE 2K22.

## Créditos y personal
Créditos adaptados de Tidal.
- Machine Gun Kelly – guitarra
- Nick Long – guitar
- Travis Barker – producción
- Colin Leonard – ingeniería
- Adam Hawkins – mezcla

## Posicionamiento en listas
| Listas (2020)                                 | Mejor posición |
| --------------------------------------------- | -------------- |
| Estados Unidos (Hot Rock & Alternative Songs) | 17             |

## Historial de lanzamiento
| País   | Fecha                   | Formato                      | Discográfica        | Ref    |
| ------ | ----------------------- | ---------------------------- | ------------------- | ------ |
| Varios | 5 de agosto de 2020     | Descarga digital y streaming | Bad Boy, Interscope | [ 12 ] |
| Italia | 5 de septiembre de 2020 | Contemporary hit radio       | Universal           | [ 13 ] |